# Beke
Beke is een gehucht in de gemeente Lievegem in de Belgische provincie Oost-Vlaanderen. Het gehucht ligt op de grens van deelgemeenten Waarschoot en Zomergem en wordt in de volksmond dan ook wel Waarschoot-Beke en Zomergem-Beke genoemd.
Beke ligt langs de Oude Staatsbaan van Gent naar Eeklo, twee kilometer ten zuiden van het centrum van Waarschoot en meer dan drie kilometer ten oosten van het centrum van Zomergem. Beke heeft een parochie met als patroonheilige Sint-Maurus.

## Geschiedenis

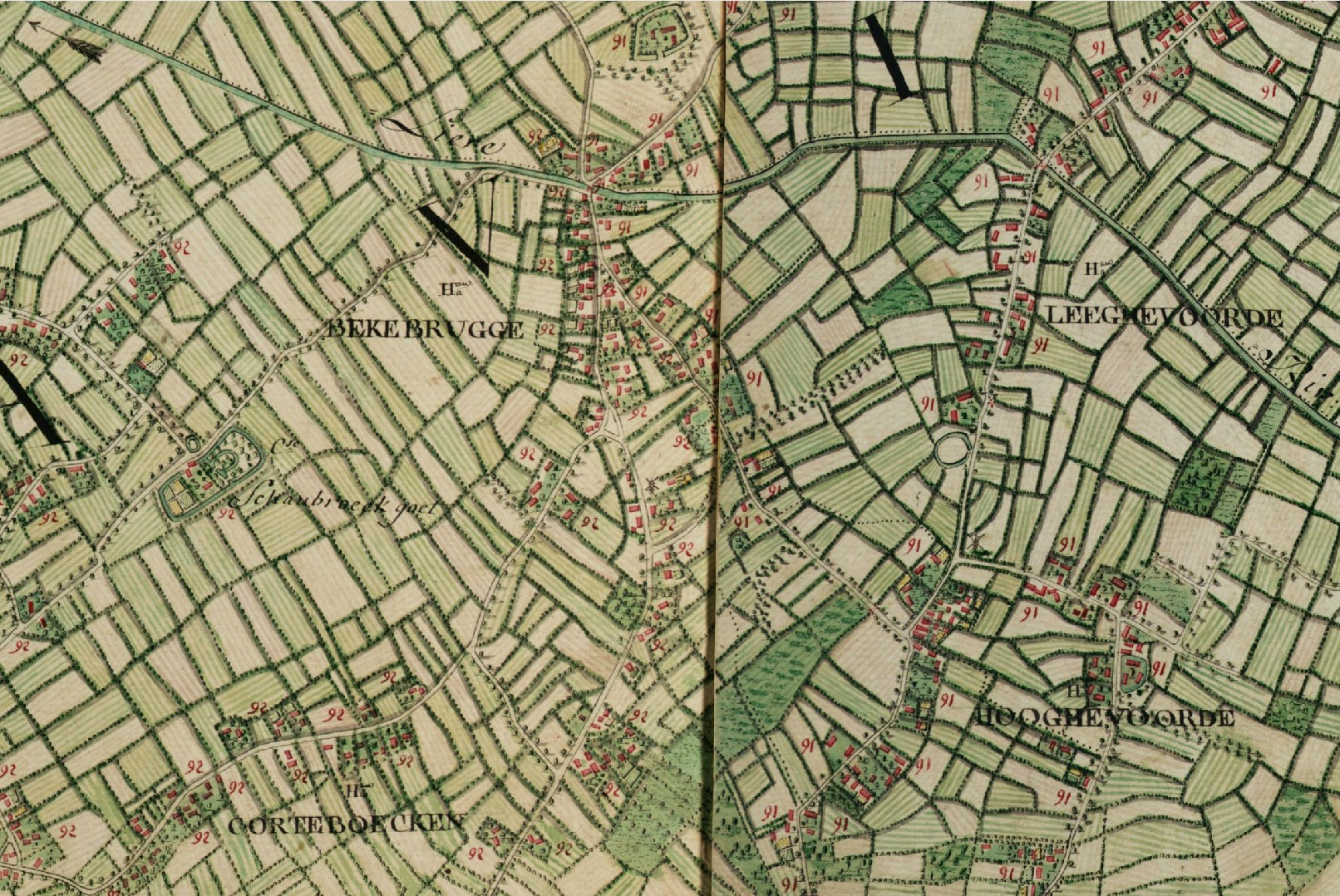
Bekebrugge, Corteboecken, Hooghevoorde en Leeghevoorde op Ferrariskaart

Tot in de middeleeuwen was de omgeving van Waarschoot en Zomergem een woest gebied. In de 13de eeuw splitste Waarschoot zich af van moederparochie Zomergem. In die eeuw werden er verschillende pachthoven ingericht en kwam de ontginning goed op gang. Rond 1252 werd hier ook de Lieve aangelegd, een kanaal van Gent naar de Noordzee. Het kanaal werd op veel plaats gegraven in bestaande waterlopen, zoals hier in de bestaande beek.
Iets ten noorden van Beke lag een van de landbouwuitbatingen in de streek, het Goed ter Beke. De hoeve was begin 14de eeuw ook bekend als "Goed ten Walle", verkocht aan de Gentse poorter Wenemaers, stichter van het Wenemaershospitaal in Gent. Ter hoogte van Beke lag een brug over de Lieve, de Bekebrug, vroeger een tolbrug.
De Ferrariskaart uit de jaren 1770 toont hier een omvangrijke gehucht Bekebrugge, vooral ten zuiden van de Lieve. Ten oosten toont de kaart de gehuchtjes Hooghevoorde, Leeghevoorde en Arisdonck en ten zuiden Corteboecken. Ook de omgrachte site van het Goede ter Beke is weergegeven.
Sinds 1887 werd in Beke les gegeven door de zusters van Sint Vincentius a Paulo, afdeling Zomergem. In 1881 bouwde Joseph de Hemptinne een textielfabriek langs de Lieve in Beke. De fabriek bleef er draaiende tot in 1934 en werd waarna afgebroken. Op de vrijgekomen grond werd later een woonwijk gebouwd. In de buurt werd in 1904 een brouwerij opgericht door de familie De Schepper. Brouwerij De Zwaan sloot de deuren in 1934 en Frans Coopman begon er op dezelfde plaats een paardenslachterij. Het bedrijf groeide uit tot voedingsbedrijf Ter Beke dat een grote speler geworden is in de vleesindustrie én ondertussen ook bekender werd dan de dorpsnaam zelf.
In 1930 werd Beke een zelfstandige parochie. De eerste pastoor werd Jozef Schoorman, tot dan onderpastoor in Waarschoot en de bezieler voor de oprichting van deze gemeenschap. In 1933 werd de Sint-Mauruskerk, gelegen op grondgebied Zomergem, ingewijd.
In de twintigste eeuw werd de weg Gent-Eeklo, nu deel van de N9, van Beke naar Waarschoot rechtgetrokken. Deze hoofdweg bleef zo voortaan uit Beke en liep er ten oosten langs.

## Bezienswaardigheden
- De Sint-Mauruskerk
- De Rosmolen van de Bekemolen
- De Molen van Hecke, een windmolenrestant.

## Natuur en landschap
Beke ligt nabij de Lieve, waarlangs ook een wandelpad loopt. Beke ligt op ongeveer 6 meter hoogte.

## Economie
Hier is vleeswarenfabriek Ter Beke gevestigd.

## Verkeer en vervoer
In het oosten loopt van zuid naar noord de N9, de weg van Gent naar Eeklo. Voor de rechttrekking liep de route door het centrum van Beke.

## Nabijgelegen kernen
Waarschoot, Zomergem, Lovendegem
Deelgemeenten: Lovendegem · Oostwinkel · Ronsele · Vinderhoute · Waarschoot · Zomergem

Overige dorpen en gehuchten: Beke · Bredestraat · Rabot

Belgische gemeenten · Arrondissement Gent · Oost-Vlaanderen · Vlaanderen